# Revolución (álbum de RIO)
Revolución es el primer álbum en formato casete de la banda peruana Rio, y su tercer álbum en general.

## Lista de canciones
| N.º | Título                       | Duración |  |
| 1.  | «Revolución»                 |          |  |
| 2.  | «Pierdo la Razón»            |          |  |
| 3.  | «Mónica»                     |          |  |
| 4.  | «Hechizo de Amor»            |          |  |
| 5.  | «El Rap de la Vedette»       |          |  |
| 6.  | «Hoy Subió el Dólar»         |          |  |
| 7.  | «Si esa Luz se va»           |          |  |
| 8.  | «Andrea»                     |          |  |
| 9.  | «Buenos Días»                |          |  |
| 10. | «Creo que te voy a Disparar» |          |  |

## Integrantes
En este álbum participaron los siguientes músicos:
- Arturo "Pocho" Prieto: Voz principal y segunda guitarra.
- Lucio "Cucho" Galarza: Bajo y coros.
- José "Chachi" Galarza: Primera guitarra y coros.
- Armando Pattroni: Batería y coros.
- Eduardo Tafur: Teclados

Invitados:
- Danai Hohne: coros y voz principal en "Buenos Días".
- Hugo Bravo: Percusión en "Pierdo la Razón" y "Hoy subió el Dólar".
- Alejandro "Caco" Lyon: teclados en "Pierdo la Razón".